# Dengie-Halbinsel

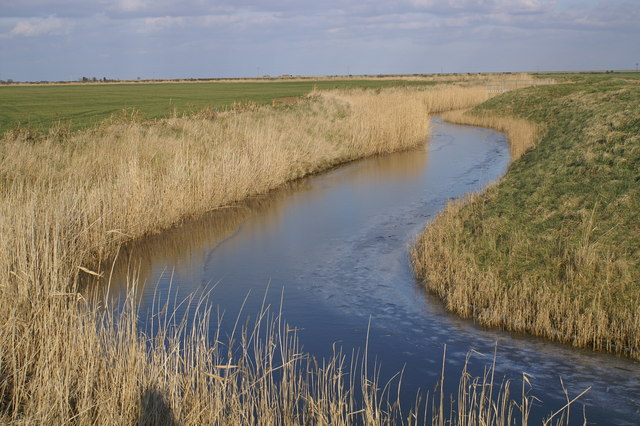
Landschaft auf der Dengie-Halbinsel

Die Dengie-Halbinsel ist eine nach dem Ort Dengie benannte und von den Flüssen Crouch (im Süden) und Blackwater (im Norden) begrenzte Halbinsel im Osten der englischen Grafschaft Essex; östlich davon befindet sich die Nordsee. Verwaltungsmäßig gehört die Halbinsel zum District Maldon.

## Geografie

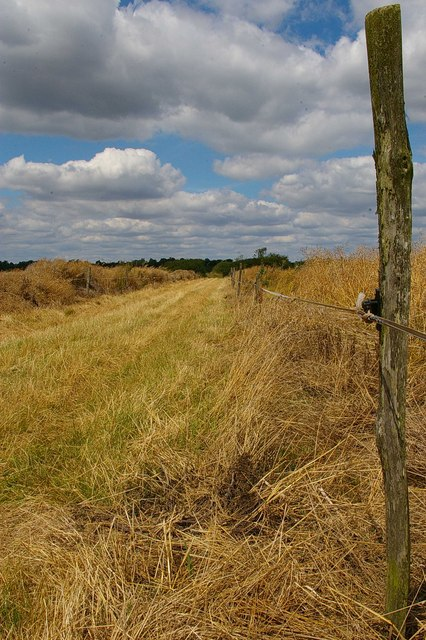
Dto.

Die Dengie-Halbinsel bestand ursprünglich größtenteils aus sumpfigem Schwemm- und Marschland; dieses wurde seit der Antike (siehe Kastell Othona) und im Mittelalter durch die Ausschachtung von Kanälen allmählich trockengelegt und besiedelt. Heute ist das nur etwa 5 bis 25 m hoch gelegene Gebiet – abgesehen von einigen Waldresten – überwiegend von Wiesen und Weiden bedeckt; Felder sind wegen der sandigen Böden eher selten, aber zu Beginn des 21. Jahrhunderts wurde ein Weinberg angelegt. Der unbewohnte, eine Fläche von gut 30 km² umfassende östliche Küstenstreifen der Halbinsel ist als Naturreservat ausgewiesen (Dengie Natural Reserve).

## Orte (Auswahl)
Mehrere mittelgroße bis kleinere Orte befinden sich auf der insgesamt eher dünn besiedelten Dengie-Halbinsel – der größte und bekannteste ist die Distriktshauptstadt Maldon (ca. 14.500 Einwohner), gefolgt von Burnham-on-Crouch (ca. 7.500 Einwohner), Maylandsea und Southminster (jeweils ca. 4.300 Einwohner), St Lawrence (ca. 1.350 Einwohner), Latchingdon und Purleigh (jeweils ca. 1.250 Einwohner), Althorne (ca. 1.150 Einwohner), Tillingham (ca. 1.050 Einwohner) und Bradwell on Sea (ca. 850 Einwohner); der namengebende Ort Dengie selbst hat nur ca. 120 Einwohner.

## Sehenswürdigkeiten
Die Angelsächsische Kirche St. Peter-on-the-Wall ist das bedeutendste Zeugnis aus dem frühen Mittelalter. Die genannten Orte verfügen über Kirchenbauten aus dem 15. bis 19. Jahrhundert. Sehenswert ist auch die „Ruine“ des von 1962 bis 2002 in Betrieb befindlichen Atomkraftwerks von Bradwell on Sea.